# Caiac canoe la Jocurile Olimpice de vară din 2024 - K-2 500 m feminin
Proba feminină de canoe K-2 500 de metri de la Jocurile Olimpice de vară din 2024 a avut loc în perioada 6-9 august 2024 pe Stadionul Nautic Olimpic Național din Île-de-France, aflat la aproximativ 30 de kilometri de Paris.

## Program
Orele sunt ora Franței (UTC+1) 
| Data                  | Timp        | Etapă                    |
| --------------------- | ----------- | ------------------------ |
| Marți, 6 august 2024  | 12:10 14:10 | Serii Sferturi de finală |
| Vineri, 9 august 2024 | 10:50 13:00 | Semifinale Finale        |

## Rezultate

### Serii

#### Seria 1
| Loc | Culoar | Canotoare                                           | Țară      | Timp    | Note |
| --- | ------ | --------------------------------------------------- | --------- | ------- | ---- |
| 1   | 7      | Pauline Jagsch Lena Röhlings                        | Germania  | 1:41,45 | CSE  |
| 2   | 4      | Yu Shimeng Chen Yule                                | China     | 1:42,70 | CSE  |
| 3   | 5      | Emma Aastrand Jørgensen Frederikke Hauge Matthiesen | Danemarca | 1:45,02 | CSF  |
| 4   | 6      | Manon Hostens Vanina Paoletti                       | Franța    | 1:45,34 | CSF  |
| 5   | 3      | Maria Virik Anna Margrete Sletsjoe                  | Norvegia  | 1:47,17 | CSF  |

#### Seria 2
| Loc | Culoar | Canotoare                       | Țară          | Timp    | Note |
| --- | ------ | ------------------------------- | ------------- | ------- | ---- |
| 1   | 5      | Lisa Carrington Alicia Hoskin   | Noua Zeelandă | 1:41,05 | CSE  |
| 2   | 4      | Hermien Peters Lize Broekx      | Belgia        | 1:41,80 | CSE  |
| 3   | 7      | Tamara Csipes Alida Dóra Gazsó  | Ungaria       | 1:42,68 | CSF  |
| 4   | 6      | Ella Beere Alyssa Bull          | Australia     | 1:46,21 | CSF  |
| 5   | 3      | Tiffany Amber Koch Esti Olivier | Africa de Sud | 1:52,14 | CSF  |

#### Seria 3
| Loc | Culoar | Canotoare                       | Țară          | Timp    | Note |
| --- | ------ | ------------------------------- | ------------- | ------- | ---- |
| 1   | 5      | Martyna Klatt Helena Wiśniewska | Polonia       | 1:40,95 | CSE  |
| 2   | 4      | Linnea Stensils Moa Wikberg     | Suedia        | 1:40,97 | CSE  |
| 3   | 3      | Courtney Stott Natalie Davison  | Canada        | 1:44,35 | CSF  |
| 4   | 7      | Aimee Fisher Lucy Matehaere     | Noua Zeelandă | 1:46,52 | CSF  |
| 5   | 6      | Carolina García Sara Ouzande    | Spania        | 1:49,01 | CSF  |

#### Seria 4
| Loc | Culoar | Canotoare                     | Țară     | Timp    | Note |
| --- | ------ | ----------------------------- | -------- | ------- | ---- |
| 1   | 5      | Paulina Paszek Jule Hake      | Germania | 1:39,03 | CSE  |
| 2   | 7      | Karolina Naja Anna Puławska   | Polonia  | 1:39,18 | CSE  |
| 3   | 4      | Noémi Pupp Sára Fojt          | Ungaria  | 1:39,44 | CSF  |
| 4   | 6      | Selma Konijn Ruth Vorsselman  | Olanda   | 1:43,91 | CSF  |
| 5   | 3      | Karina Alanís Beatriz Briones | Mexic    | 1:44,87 | CSF  |

### Sferturi de finală

#### Sfert de finală 1
| Loc | Culoar | Canotoare                                           | Țară      | Timp    | Note |
| --- | ------ | --------------------------------------------------- | --------- | ------- | ---- |
| 1   | 3      | Selma Konijn Ruth Vorsselman                        | Olanda    | 1:40,93 | CSE  |
| 2   | 6      | Ella Beere Alyssa Bull                              | Australia | 1:41,89 | CSE  |
| 3   | 2      | Carolina García Sara Ouzande                        | Spania    | 1:42,03 | CSE  |
| 4   | 4      | Courtney Stott Natalie Davison                      | Canada    | 1:42,58 | CSE  |
| 5   | 5      | Emma Aastrand Jørgensen Frederikke Hauge Matthiesen | Danemarca | 1:42,61 |      |
| 6   | 7      | Maria Virik Anna Margrete Sletsjoe                  | Norvegia  | 1:43,28 |      |

#### Sfert de finală 2
| Loc | Culoar | Canotoare                       | Țară          | Timp    | Note |
| --- | ------ | ------------------------------- | ------------- | ------- | ---- |
| 1   | 5      | Tamara Csipes Alida Dóra Gazsó  | Ungaria       | 1:40,57 | CSE  |
| 2   | 6      | Manon Hostens Vanina Paoletti   | Franța        | 1:41,43 | CSE  |
| 3   | 2      | Karina Alanís Beatriz Briones   | Mexic         | 1:41,45 | CSE  |
| 4   | 4      | Noémi Pupp Sára Fojt            | Ungaria       | 1:41,90 | CSE  |
| 5   | 3      | Aimee Fisher Lucy Matehaere     | Noua Zeelandă | 1:44,45 |      |
| 6   | 7      | Tiffany Amber Koch Esti Olivier | Africa de Sud | 1:46,40 |      |

### Semifinale

#### Semifinala 1
| Loc | Culoar | Canotoare                       | Țară      | Timp    | Note |
| --- | ------ | ------------------------------- | --------- | ------- | ---- |
| 1   | 4      | Pauline Jagsch Lena Röhlings    | Germania  | 1:39,51 | FA   |
| 2   | 3      | Hermien Peters Lize Broekx      | Belgia    | 1:39,74 | FA   |
| 3   | 2      | Tamara Csipes Alida Dóra Gazsó  | Ungaria   | 1:39,76 | FA   |
| 4   | 7      | Ella Beere Alyssa Bull          | Australia | 1:40,26 | FA   |
| 5   | 1      | Karina Alanís Beatriz Briones   | Mexic     | 1:40,39 | FB   |
| 6   | 5      | Martyna Klatt Helena Wiśniewska | Polonia   | 1:40,73 | FB   |
| 7   | 6      | Karolina Naja Anna Puławska     | Polonia   | 1:42,14 | FB   |
| 8   | 8      | Courtney Stott Natalie Davison  | Canada    | 1:42,57 | FB   |

#### Semifinala 2
| Loc | Culoar | Canotor                       | Țară          | Timp    | Note |
| --- | ------ | ----------------------------- | ------------- | ------- | ---- |
| 1   | 4      | Lisa Carrington Alicia Hoskin | Noua Zeelandă | 1:38,52 | FA   |
| 2   | 5      | Paulina Paszek Jule Hake      | Germania      | 1:38,84 | FA   |
| 3   | 2      | Selma Konijn Ruth Vorsselman  | Olanda        | 1:39,49 | FA   |
| 4   | 8      | Noémi Pupp Sára Fojt          | Ungaria       | 1:39,89 | FA   |
| 5   | 6      | Linnea Stensils Moa Wikberg   | Suedia        | 1:40,06 | FB   |
| 6   | 1      | Carolina García Sara Ouzande  | Spania        | 1:40,23 | FB   |
| 7   | 7      | Manon Hostens Vanina Paoletti | Franța        | 1:40,62 | FB   |
| 8   | 3      | Yu Shimeng Chen Yule          | China         | 1:44,45 | FB   |

### Finale

#### Finala B
| Loc | Culoar | Canotor                         | Țară    | Timp    | Note |
| --- | ------ | ------------------------------- | ------- | ------- | ---- |
| 9   | 4      | Linnea Stensils Moa Wikberg     | Suedia  | 1:42,05 |      |
| 10  | 5      | Karina Alanís Beatriz Briones   | Mexic   | 1:43,70 |      |
| 11  | 3      | Martyna Klatt Helena Wiśniewska | Polonia | 1:43,82 |      |
| 12  | 7      | Karolina Naja Anna Puławska     | Polonia | 1:44,50 |      |
| 13  | 2      | Manon Hostens Vanina Paoletti   | Franța  | 1:45,18 |      |
| 14  | 8      | Yu Shimeng Chen Yule            | China   | 1:46,26 |      |
| 15  | 1      | Courtney Stott Natalie Davison  | Canada  | 1:46,96 |      |
|     | 6      | Carolina García Sara Ouzande    | Spania  | NT      |      |

#### Finala A
| Loc | Culoar | Canotor                        | Țară          | Timp    | Note |
| --- | ------ | ------------------------------ | ------------- | ------- | ---- |
| 1   | 4      | Lisa Carrington Alicia Hoskin  | Noua Zeelandă | 1:37,28 |      |
| 2   | 7      | Tamara Csipes Alida Dóra Gazsó | Ungaria       | 1:39,39 |      |
| 3   | 6      | Paulina Paszek Jule Hake       | Germania      | 1:39,46 |      |
| 3   | 8      | Noémi Pupp Sára Fojt           | Ungaria       | 1:39,46 |      |
| 5   | 3      | Hermien Peters Lize Broekx     | Belgia        | 1:39,84 |      |
| 6   | 5      | Pauline Jagsch Lena Röhlings   | Germania      | 1:40,09 |      |
| 7   | 1      | Ella Beere Alyssa Bull         | Australia     | 1:40,94 |      |
| 8   | 2      | Selma Konijn Ruth Vorsselman   | Olanda        | 1:41,26 |      |